# Унтершлајсхајм
Унтершлајсхајм (њем. Unterschleißheim) град је у њемачкој савезној држави Баварска. Једно је од 29 општинских средишта округа Минхен. Према процјени из 2010. у граду је живјело 26.453 становника. Посједује регионалну шифру (AGS) 9184149.

## Географски и демографски подаци
Унтершлајсхајм се налази у савезној држави Баварска у округу Минхен. Град се налази на надморској висини од 473 метра. Површина општине износи 14,9 km². У самом граду је, према процјени из 2010. године, живјело 26.453 становника. Просјечна густина становништва износи 1.773 становника/km².

## Међународна сарадња
| Мјесто | Држава    | Врста сарадње | Од    |
| ------ | --------- | ------------- | ----- |
|        | Француска | партнерство   | 1973. |
| Извор  |           |               |       |